# Luigi Cavalcanti
Luigi Cavalcanti (... – 1564) è stato un vescovo cattolico italiano.

## Biografia
Nato da una nobile famiglia, si trova talvolta riportato come Aloisio. Era figlio di Salvatore, barone di Cannicella e di Torano, e di Violante de Luzzi.
Il 1º giugno 1545 papa Paolo III lo nominò vescovo di Nusco. Ricevette la consacrazione episcopale il 3 agosto successivo nella chiesa di San Lorenzo in Lucina a Roma dalle mani del vescovo Costantino Giustiniani, vescovo di Ceo, co-consacranti i vescovi Matteo Grifoni, vescovo di Trivento, e Giovanni Francesco Pogliasca, vescovo di Luni e Sarzana. 
A Nusco, durante il suo episcopato, fece edificare il portale della cattedrale. Nell'Ottocento il portale fu trasferito nella chiesa di Sant'Antonio.
Il 17 marzo 1559 fu designato come rappresentante di Valerio Telesio presso il reggente della Camera Apostolica Alfonso Carafa per una causa sorta su due chiese della diocesi di Oppido Mamertina.
Il 30 gennaio 1563 papa Pio IV lo trasferì alla sede di Bisignano.
Morì nel 1564.

## Genealogia episcopale
La genealogia episcopale è:
- Vescovo Costantino Giustiniani, O.P.
- Vescovo Luigi Cavalcanti